# Никад човек (манга)
Никад човек (јап. 人間失格, Ningen Shikkaku; енгл. No Longer Human) јесте манга серија коју је написао и илустровао Џунџи Ито. Представља адаптацију романа „Нечовек” чији је аутор Осаму Дазај. Поглавља су се серијализовала од маја 2017. до априла 2018. године у часопису Big Comic Original, па сакупљена у три танкобон тома. Мангу је на српски превела издавачка кућа Сталкер.

## Радња
Јозо Оба је ништарија. Он је сликар упитног талента, али заправо истински уметник у уништавању свега чега се лати и упропаштавању свакога ко му се приближи. Он нити разуме човечанство нити види своје место. Једино људско у њему резултат је конформистичке потребе да се попут камелеона претвара да је налик другима. Оба је уметник у претварању.

## Списак томова
| - 1. Оков: „Јозо Оба” - 2. Оков: „Луда” - 3. Оков: „Женско људско биће” - 4. Оков: „Ништарија” - 5. Оков: „Отпадник” - 6. Оков: „Цунеко” - 7. Оков: „Рајски врт” - 8. Оков: „Хладан зној” |

| - 9. Оков: „Крастача” - 10. Оков: „Сусрет” - 11. Оков: „Неочекивани посетилац” - 12. Оков: „Краткотрајна слава” - 13. Оков: „Трагикомично” - 14. Оков: „Људско понашање” - 15. Оков: „Бескрајни пакао” - 16. Оков: „Клетва” |

| - 17. Оков: „Хироко” - 18. Оков: „Рај и пакао” - 19. Оков: „Сумња” - 20. Оков: „Опсесија” - 21. Оков: „Никад човек” - 22. Оков: „Право име” - 23. Оков: „Комедија” - 24. Оков: „Све прође” |

## Пријем
Ник Смит (ICv2) је похвалио мангу, рекавши да је прича непријатна али узбудљива и предивно илустрована. Лерој Доресо (Comic Book Bin) је такође похвалио рад и стил, додајући да је прича трагична и деликатна, али уједно гротесна и окрутна. Брандон Данијел (The Fandom Post) сматра да је ово добра адаптација Дазајевог романа, упркос променама. Ненси Повел (Comics Beat) је такође похвалила причу, колико год она тешка била. Адију Тантимеду (Bleeding Cool) се свидео дизајн главног лика. Дерик Бадман (Comics Journal) је дао по коју критику, рекавши да Итов стил, ма колико леп, понекад изгледа укочено, поготово у каснијим томовима. Такође му се нису свиделе многе промене које је Ито направио.
Никола Живановић (Политика) у својој рецензији манге, и Итовог стваралаштва генерално, упоређује рад са класицима светске књижевности, уз коментар да је Итова адаптација боља од самог романа на којој је базирана. Николи Драгомировићу (Време) се такође свидела манга, пишући: „Ретко се среће дело у стрипу које толико снажно преноси осећање самопрезира,” додајући још да ствара „нелагоду код читалаца” које пореди са стрипом Бласт! француског уметника Манија Ларсенеа.